# Sesleriinae
Sesleriinae Parl., 1845 è una sottotribù di piante angiosperme monocotiledoni appartenente alla famiglia delle Poacee (o Gramineae, nom. cons.), sottofamiglia Pooideae, tribù Poeae.

## Etimologia
Il nome della sottotribù deriva dal suo genere tipo Sesleria Scop., 1760 il cui nome è stato dato in onore di Lionardo Sesler (? –1785) medico e botanico veneziano.
Il nome scientifico della sottotribù è stato definito dal botanico italiano Filippo Parlatore (Palermo, 8 agosto 1816 – Firenze, 9 settembre 1877) nella pubblicazione "Flora Palermitana ossia Descrizione delle Piante che Crescono Spontanee nella Valle di Palermo" (Fl. Palerm.: 127. Mar-Dec 1845) del 1845.

## Descrizione

### Portamento
Il portamento delle specie di questo gruppo è formato da piante annuali o perenni (cespitose) alte in genere non più di 40 cm (al massimo 60 o 70 cm). I rizomi sono brevi o assenti; gli stoloni sono presenti o assenti. I culmi sono eretti (o decombenti), robusti o snelli, generalmente senza rami laterali.

### Foglie

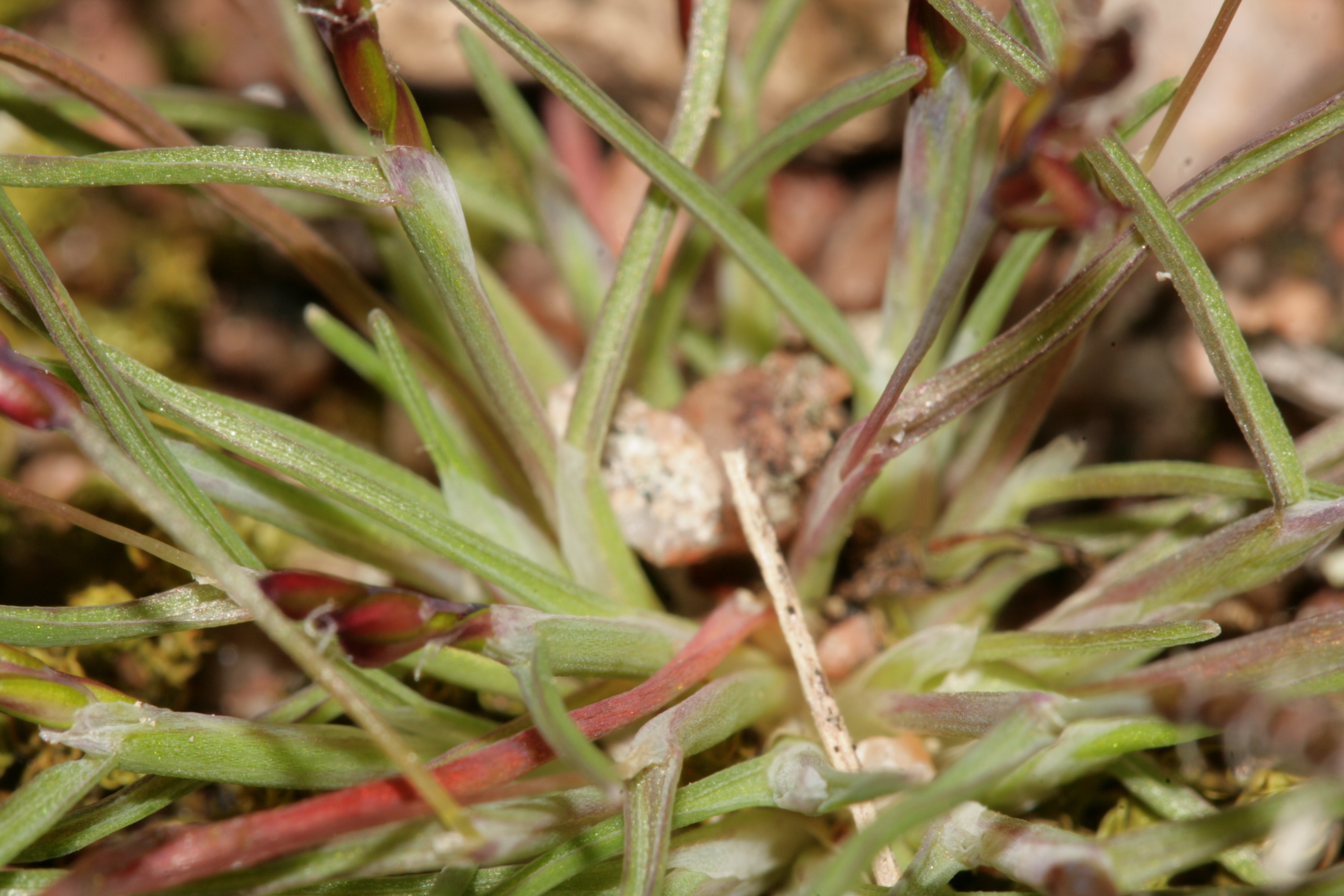
Le foglie
Mibora minima

Le foglie lungo il culmo sono disposte in modo alterno, sono distiche e si originano dai vari nodi. Sono composte da una guaina, una ligula e una lamina. Le venature sono parallelinervie. Non sono presenti i pseudopiccioli e, nell'epidermide delle foglia, le papille.
- Guaina: la guaina è abbracciante il fusto (tubolare per la maggior parte della lunghezza o aperta) e in genere è priva di auricole; i sciami fogliari sono fusi.
- Ligula: la ligula è membranosa e a volte è cigliata.
- Lamina: la lamina ha delle forme generalmente da filiformi a lineari con margini cartilaginei. L'apice della foglia è mutico o pungente.

### Infiorescenza

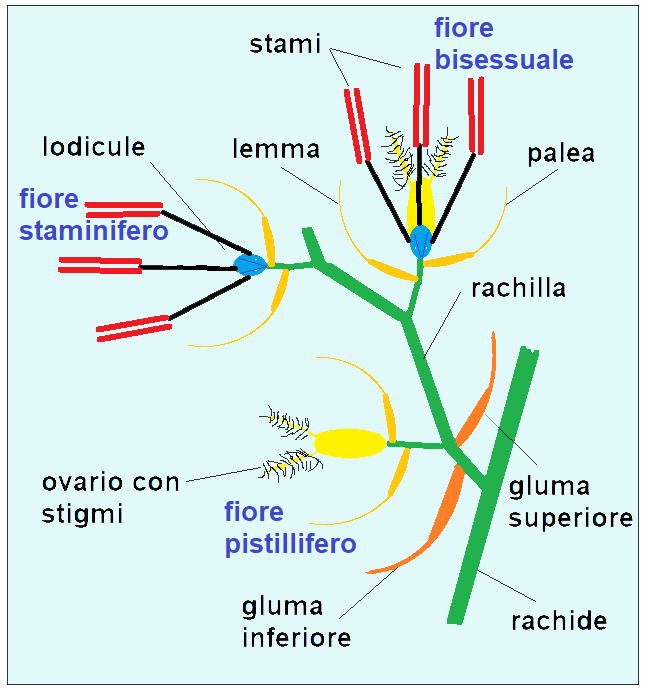
Spighetta generica con tre fiori diversi

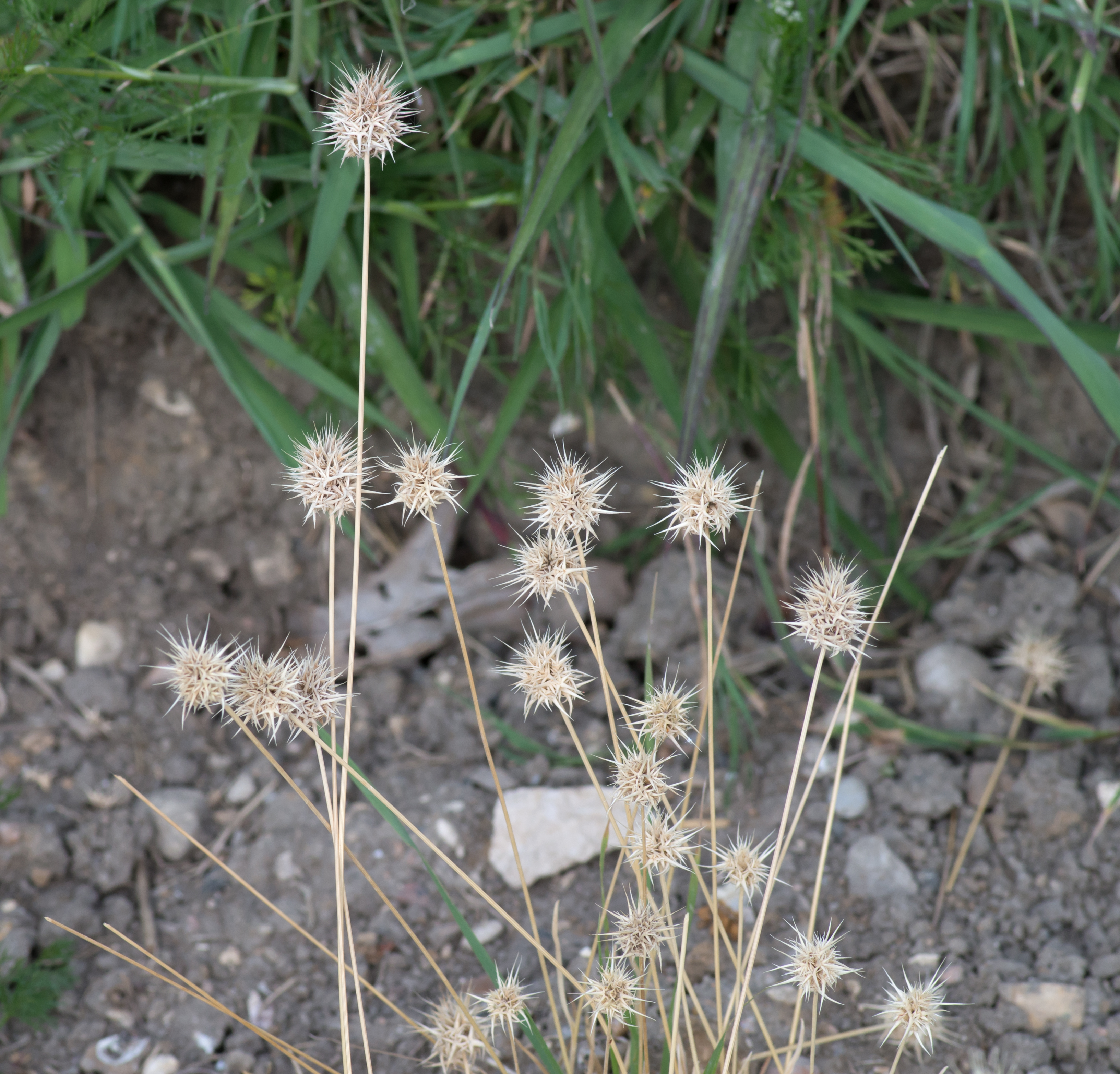
Infiorescenza
Echinaria capitata

- Infiorescenza principale (sinfiorescenza o semplicemente spiga): le infiorescenze, ascellari e terminali (capitate), in genere sono ramificate e sono formate da alcune spighette ed hanno la forma di una pannocchia densa e unilaterale. Alla base delle infiorescenze spesso sono presenti due brattee o squame (rappresentano delle spighette sterili). La fillotassi dell'inflorescenza inizialmente è a due livelli, anche se le successive ramificazioni la fa apparire a spirale. In Echinaria le infiorescenze sono pungenti.
- Infiorescenza secondaria (o spighetta): le spighette, compresse lateralmente con forme lanceolate-oblunghe, sottese da due brattee distiche e strettamente sovrapposte chiamate glume (inferiore e superiore), sono costituite da 2 a 5 fiori (un fiore in Mibora; fino a 7 in Oreochloa). Possono essere presenti dei fiori addizionali sterili (Echinaria e Oreochloa); in questo caso sono in posizione distale rispetto a quelli fertili. Alla base di ogni fiore sono presenti due brattee: la palea e il lemma. In queste piante è presente l'estensione della rachilla (assente in Mibora) e la disarticolazione avviene con la rottura della rachilla sopra le glume e tra i fiori.
- Glume: le glume, con forme lanceolate o ovate, persistenti e leggermente disuguali, sono più corte dei fiori (più lunghe in Mibora), ed hanno apici acuti o muticosi. La gluma inferiore può essere bicarenata. In Oreochloa le glume sono ialine.
- Palea: la palea è un profillo con alcune venature (in Mibora è pubescente).
- Lemma: il lemma, più o meno da lanceolato a ellittico e membranoso, a volte può essere pubescente; l'apice è intero o con 3 - 5 denti. In Echinaria è coriaceo e con 5 - 7 vene che si estendono oltre l'apice come lobi o punte. In Oreochloa il lemma è ialino.

### Fiori

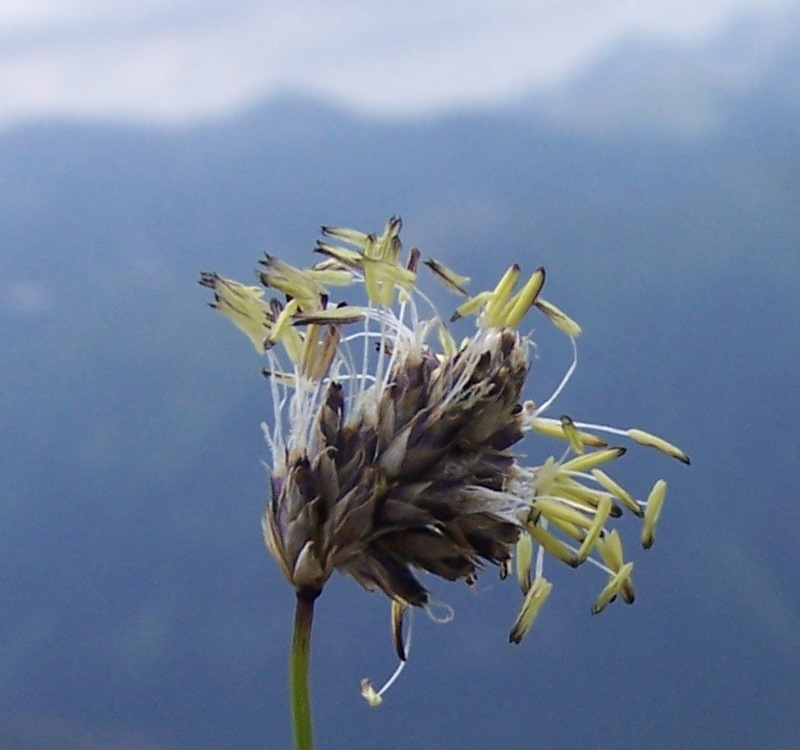
I fiori
Oreochloa disticha

I fiori fertili sono attinomorfi formati da 3 verticilli: perianzio ridotto, androceo  e gineceo.
- Formula fiorale:[6]

*, P 2, A (1-)3(-6), G (2–3) supero, cariosside.
- Il perianzio è ridotto e formato da due lodicule (assenti in Mibora), delle squame traslucide, poco visibili (forse relitto di un verticillo di 3 sepali). Le lodicule sono membranose e non vascolarizzate.
- L'androceo è composto da 3 stami ognuno con un breve filamento libero, una antera sagittata e due teche. Le antere sono basifisse con deiscenza laterale. Il polline è monoporato.
- Il gineceo è composto da 3-(2) carpelli connati formanti un ovario supero. L'ovario, con apice pubescente (ma anche glabro), ha un solo loculo con un solo ovulo subapicale (o quasi basale). L'ovulo è anfitropo e semianatropo e tenuinucellato o crassinucellato. Lo stilo, breve, è unico con due stigmi papillosi (piumosi o pubescenti) e distinti.

### Frutti
I frutti sono del tipo cariosside, ossia sono dei piccoli chicchi indeiscenti, con forme ovoidali, nei quali il pericarpo è formato da una sottile parete che circonda il singolo seme. In particolare il pericarpo è fuso al seme ed è aderente. L'endocarpo non è indurito e l'ilo è puntiforme. L'embrione è piccolo e provvisto di epiblasto ha un solo cotiledone altamente modificato (scutello senza fessura) in posizione laterale. I margini embrionali della foglia non si sovrappongono.

## Biologia
Come gran parte delle Poaceae, le specie di questo genere si riproducono per impollinazione anemogama. Gli stigmi più o meno piumosi sono una caratteristica importante per catturare meglio il polline aereo.
La dispersione dei semi avviene inizialmente a opera del vento (dispersione anemocora) e una volta giunti a terra grazie all'azione di insetti come le formiche (mirmecoria).

## Distribuzione e habitat
La distribuzione delle specie di questa sottotribù è prevalentemente europea/mediterranea (o Africa mediterranea e Asia temperata).

## Tassonomia
La famiglia delle Poacee comprende circa 800 generi e oltre 9.000 specie. È una delle famiglie più numerose e più importanti del gruppo delle monocotiledoni. La famiglia è suddivisa in 12 sottofamiglie, la sottotribù Sesleriinae fa parte della sottofamiglia Pooideae.

### Generi
La tribù si compone di 6 generi e 45 specie:
- Echinaria Desf. (1 specie)
- Mibora Adans. (2 spp.)
- Oreochloa Link (4 spp.)
- Psilathera Link (1 sp.)
- Sesleria Scop. (36 spp.)
- Sesleriella Deyl (1 spp.)

### Specie della flora italiana
Nella flora spontanea della penisola italiana sono presenti i seguenti generi di questo gruppo (il numero delle specie può essere approssimativo):
- Echinaria con 1 specie (1 in Europa).[13][14]
- Mibora con 1 specie (2 in Europa).[15][16]
- Oreochloa con 2 specie (3 in Europa).[17][18]
- Psilathera con 1 specie (Psilathera ovata) [19]
- Sesleria con 13 specie (oltre 24 in Europa).[20][21]
- Sesleriella con 1 specie.[20]

### Filogenesi
La sottotribù Sesleriinae, più precisamente, fa parte della tribù Poeae R.Br., 1814 e quindi della supertribù Poodae L. Liu, 1980. La tribù Poeae (formata da diverse sottotribù suddivise in alcune supersottotribù) è l'ultimo nodo della sottofamiglia Pooideae ad essersi evoluto (gli altri precedenti sono la tribù Brachyelytreae, e le supertribù Nardodae, Melicodae, Stipodae e Triticodae). La sottotribù Sesleriinae appartiene al gruppo con le sequenze dei plastidi di tipo "Poeae" (definito "Poeae chloroplast groups 2 ")
All'interno della tribù, il gruppo Sesleriinae occupa una posizione "basale" in disposizione politomica insieme ad altre sottotribù (Airinae, Scolochloinae, Holcinae, Aristaveninae e Helictochloinae). Questa incertezza può essere spiegata in quanto le analisi sul DNA mostrano che questa sottotribù, insieme alla sottotribù Scolochloinae, ha una origine ibrida, creando quindi incertezze nella costruzione degli alberi filogenetici.
Le seguenti sinapomorfie sono relative a tutta la sottofamiglia (Pooideae):
- la fillotassi dell'inflorescenza inizialmente è a due livelli;
- le spighette sono compresse lateralmente;
- i margini embrionali della foglia non si sovrappongono;
- l'embrione è privo della fessura scutellare.

Le sinapomorfie relative alla tribù Poeae sono:
- l'ilo è puntiforme;
- dei lipidi (grassi) sono presenti nell'endosperma;
- le lodicule sono prive di ciglia;
- l'ovario è glabro.

Per la sottotribù sono descritte le seguenti sinapomorfie:
- Echinaria: le infiorescenze sono capitate e spinose; il lemma ha una consistenza coriacea, con 5 - 7 vene che si estendono oltre l'apice come lobi o punte; la palea termina con due barbe;
- Mibora: la palea è pubescente; le lodicule sono assenti;
- Sesleria: alla base delle infiorescenze sono presenti due brattee o squame (interpretate generalmente come spighette sterili).

Il cladogramma seguente, tratto dallo studio citato e semplificato, mostra una possibile struttura filogenetica della sottotribù.
|  | Sesleria                   |
|  |                            |
|  | Sesleriella sphaerocephala |
|  |                            |

|  | Oreochloa     |
|  |               |
|  | Mibora minima |
|  |               |

|  | Sesleria                   |
|  |                            |
|  | Sesleriella sphaerocephala |
|  |                            |

|  | Oreochloa     |
|  |               |
|  | Mibora minima |
|  |               |

|  | Sesleria                   |
|  |                            |
|  | Sesleriella sphaerocephala |
|  |                            |

|  | Oreochloa     |
|  |               |
|  | Mibora minima |
|  |               |

|  | Sesleria                   |
|  |                            |
|  | Sesleriella sphaerocephala |
|  |                            |

|  | Oreochloa     |
|  |               |
|  | Mibora minima |
|  |               |